# Miss Grand Chile 2017
Miss Grand Chile 2017 fue la 1.ª edición del certamen Miss Grand Chile y se realizó el 22 de septiembre de 2017 en el centro de eventos Music Palace, Talca, Maule. Nueve candidatas de toda la Chile compitieron por el título nacional, obteniendo el derecho de representar al país en Miss Grand Internacional 2017. Al final del evento María Trinidad Rendič Munizaga coronó a su sucesora, Nicole Andrea Ebner Blanco y ella representó a Chile en el Miss Grand Internacional 2017 realizado en Vietnam, pero no calificaron.
Del grupo de finalistas, los representantes fueron elegidos para los concursos: Miss Grand Internacional, Miss Supranacional, Miss América Latina y muchos otros concursos de belleza internacionales.

## Resultados

### Colocación
| Posiciones                    | Candidata                                 |
| ----------------------------- | ----------------------------------------- |
| Miss Grand Chile 2017         | - La Florida - Nicole Andrea Ebner Blanco |
| Miss Supranacional Chile 2017 | - Quillota - Konstanza Schmidt            |
| Primera Finalista             | - Puerto Montt - Muriel Berner            |
| Segunda Finalista             | - Chillán Viejo - Sol Vargas Sepulveda    |

### La Designación
En 2018, el concurso anual no se llevó a cabo, por lo que Igor H Escobar González, director nacional de Miss Grand Chile, decidió nombrar a María Catalina Flores Vargas, Reinas de Concepción 2017 como Miss Grand Chile 2018 y ella representó al país en el escenario internacional que Se llevó a cabo en Myanmar, pero ella no pudo calificar.

## Candidatas
| Comunas       | Candidata                        | Edad | Altura | Residencia        | R     |
| Chillán       | Camila Fernanda Santander Chávez | 25   | 1,70 m |                   |       |
| Chillán Viejo | Sol Vargas Sepulveda             | 25   | 1,68 m |                   |       |
| Concepción    | Catalina Flores Vargas           | 22   | 1,72 m | Santiago de Chile |       |
| La Florida    | Nicole Andrea Ebner Blanco       | 26   | 1,73 m | Santiago de Chile | [ 2 ] |
| Pucón         | Abi Copaiba                      |      |        | Santiago de Chile |       |
| Puerto Montt  | Muriel Berner                    |      |        |                   |       |
| Quillota      | Konstanza Schmidt                | 20   | 1,73 m | Quillota          | [ 2 ] |
| Talca         | Tamara Di Genova                 |      |        |                   |       |
| Valdivia      | Michelle Catalina Chávez Hunter  |      |        | Valdivia          | [ 5 ] |